# Psychedelic Folk
Psychedelic Folk oder Psych Folk, auch Freak Folk, ist ein Musikstil, der 1967 stilbildend von der Incredible String Band begründet und maßgeblich geprägt wurde. Weitere Vertreter waren Gruppen wie Pearls Before Swine, Fairport Convention, Love und Pentangle, die alle aus dem englischsprachigen Raum kamen. Als deutscher Vertreter dieses Stils ist die Gruppe Witthüser & Westrupp aus Essen zu nennen.
Klangbild und kompositorische Grundstruktur der Musik lagen im Folk, dies jedoch wurde mit Elementen des Rock und der Weltmusik verschmolzen. Die Künstler stellten elektronische, akustische und zu dieser Zeit noch gänzlich ungewöhnliche Instrumente, wie Oud, Gimbri, Sitar und Cymbal nebeneinander, mischten Wechselgesang in gewagten Harmonien und Solovortrag im überraschenden Rhythmuswechsel zu balladesken, psychedelischen Werken.
Psychedelic Folk trug zur Verbreitung bewusstseinserweiternder Drogen bei, und die Verbreitung bewusstseinserweiternder Drogen trug umgekehrt zur Verbreitung des Psychedelic Folk bei.
Während der letzten Jahre erlebte der Psychedelic Folk in Verbindung mit anderen Genres, denen allesamt ihre Beheimatung im Underground gemein ist, wie z. B. Noise oder Improv eine Art Wiedergeburt. Vor allem Finnland mit dem genreprägenden Musiklabel Fonal Records und Bands wie z. B. Kemialliset Ystävät, Es, Anaksimandros, Avarus oder Islaja scheint ein Zentrum neuer psychedelischer Musik zu sein.
Neue Impulse setzt auch der US-amerikanische Singer-Songwriter Ryley Walker, der in seinen vielschichtigen, psychedelischen Gitarrenornamenten den Stil des American Primitivism mit Elementen von zeitgenössischem Jazz und experimenteller Musik kombiniert.
Auch die sanfteren Spielarten von meist US-amerikanischen Künstlern wie Animal Collective, The Sunburned Hand Of The Man, Bardo Pond, Charalambides, Six Organs Of Admittance, Pantaleimon, Wooden Wand And The Vanishing Voice und japanischen wie z. B. Acid Mothers Temple lassen sich unter das Genre Psychedelic Folk subsumieren. Unter einem eher weiten Begriff des Psychedelic Folk werden gelegentlich auch so unterschiedliche Musiker wie Devendra Banhart, Joanna Newsom, Birch Book oder Angels of Light zusammengefasst, eine Rubrizierung, die allerdings stilistisch nur bedingt gerechtfertigt ist. Soweit es sich um amerikanische Interpreten handelt, ist die Zuordnung zum verwandten New-Weird-America-Phänomen naheliegender. Auch die Grenze zum Neofolk ist durchlässig.

## Psychedelic-Folk-Musiker und artverwandte Interpreten
| - Acid Mothers Temple - Anaksimandros - Animal Collective - Arborea - Avarus - Devendra Banhart - Birch Book - Brightblack Morning Light - Bill Callahan - Caribou - Castanets - Citay - CocoRosie - Comets on Fire - Comus - Current 93 - Deadboy & the Elephantmen - Alela Diane - The Dodos - Dr. Dog - Dr. Strangely Strange - Elf Power - Es - Espers | - Fairport Convention - Fresh Maggots - The Gris Gris - Grizzly Bear - Hala Strana - A Hawk and a Hacksaw - Heron - The Holy Modal Rounders - Honus Floyd - The Ideal Kings - The Incredible String Band - Islaja - Judge Trev (Trevor Thoms) - Kemialliset Ystävät - The Ladybug Transistor - The Legendary Pink Dots - Lilys - Annie Lo - Love - Magic Lantern Cycle - Mellow Candle - Dōji Morita - Marissa Nadler | - Neutral Milk Hotel - Joanna Newsom - Niagara Falls - Oranger - Outrageous Cherry - Panda Bear - Pantaleimon - Pearls Before Swine - Pentangle - Peter and the Wolf (Red Hunter) - Ariel Pink - Pink Floyd - Plasticland - Prince Rama of Ayodhya - Ryley Walker - Scorched Earth - Adrian Shaw - Six Organs Of Admittance - The Skygreen Leopards - Spires That In The Sunset Rise - Sun City Girls - Witthüser & Westrupp - Wooden Wand And The Vanishing Voice |